# Skříněřov
Skříněřov je malá vesnice, část obce Zbytiny v okrese Prachatice v Jihočeském kraji. Nachází se asi 2,5 kilometru východně od Zbytin. Prochází tudy železniční trať Číčenice – Nové Údolí. Železniční zastávka ve Skříněřově je s nadmořskou výškou 820 metrů nejvýše položenou zastávkou na této trati. Skříněřov je také název katastrálního území o rozloze 6,91 km². V katastrálním území Skříněřov mimo jiné leží hora Na skalce (1032 metrů), jež patří mezi nejvyšší vrcholy Šumavského podhůří. Území je součástí evropsky významné lokality Šumava.

## Název
Název vsi vznikl hláskovou úpravou německého názvu vsi – Schreitenschlag (Schreiner – truhlář, Schlag – paseka).

## Historie
První písemná zmínka o vesnici pochází z roku 1393.

## Obyvatelstvo
| Rok            | 1869 | 1880 | 1890 | 1900 | 1910 | 1921 | 1930 | 1950 | 1961 | 1970 | 1980 | 1991 | 2001 | 2011 | 2021 |
| -------------- | ---- | ---- | ---- | ---- | ---- | ---- | ---- | ---- | ---- | ---- | ---- | ---- | ---- | ---- | ---- |
| Počet obyvatel | 143  | 131  | 125  | 146  | 126  | 133  | 116  | 42   | 38   | 17   | 6    | 2    | 3    | 4    | 13   |
| Počet domů     | 22   | 22   | 22   | 22   | 21   | 22   | 25   | 27   | 27   | 6    | 3    | 13   | 13   | 14   | 14   |

## Obecní správa
Při sčítání lidu v letech 1850–1879 Skříněřov byl osadou obce Sviňovice v okrese Prachatice. V letech 1880–1959 byl samostatnou obcí v okrese Prachatice. Od roku 1960 je částí obce Zbytiny v okrese Prachatice. V letech 1880–1929 k obci patřily Sviňovice a v letech 1880–1959 také Koryto.

## Rodáci
- Wenzel Draxler (1861–1942), německý vlastivědný pracovník, ředitel školy ve Volarech, železniční průkopník, vedoucí Železničního výboru ve Volarech, zvaný též „ministr šumavských železnic“, čestný občan města Volary

## Fotogalerie

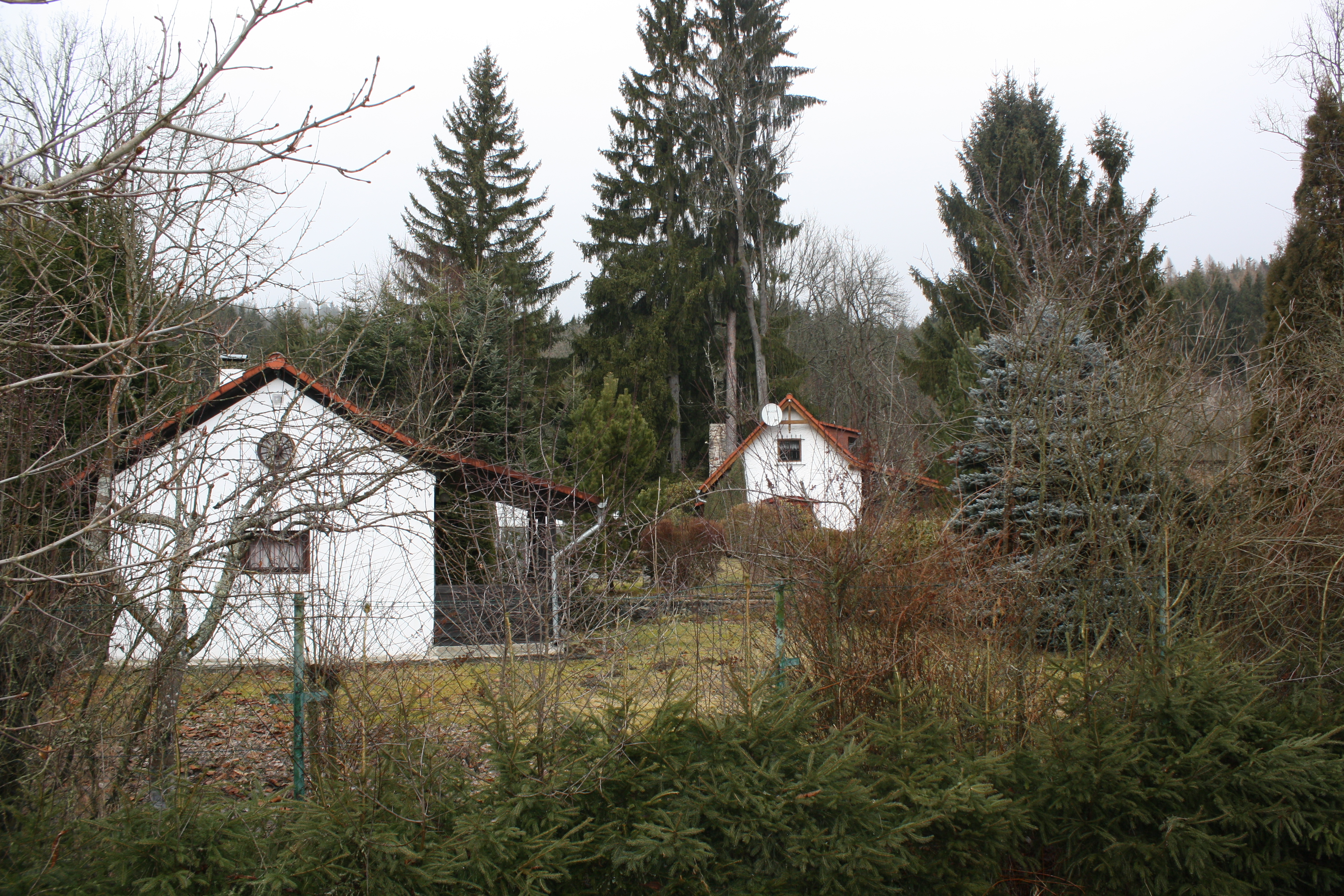
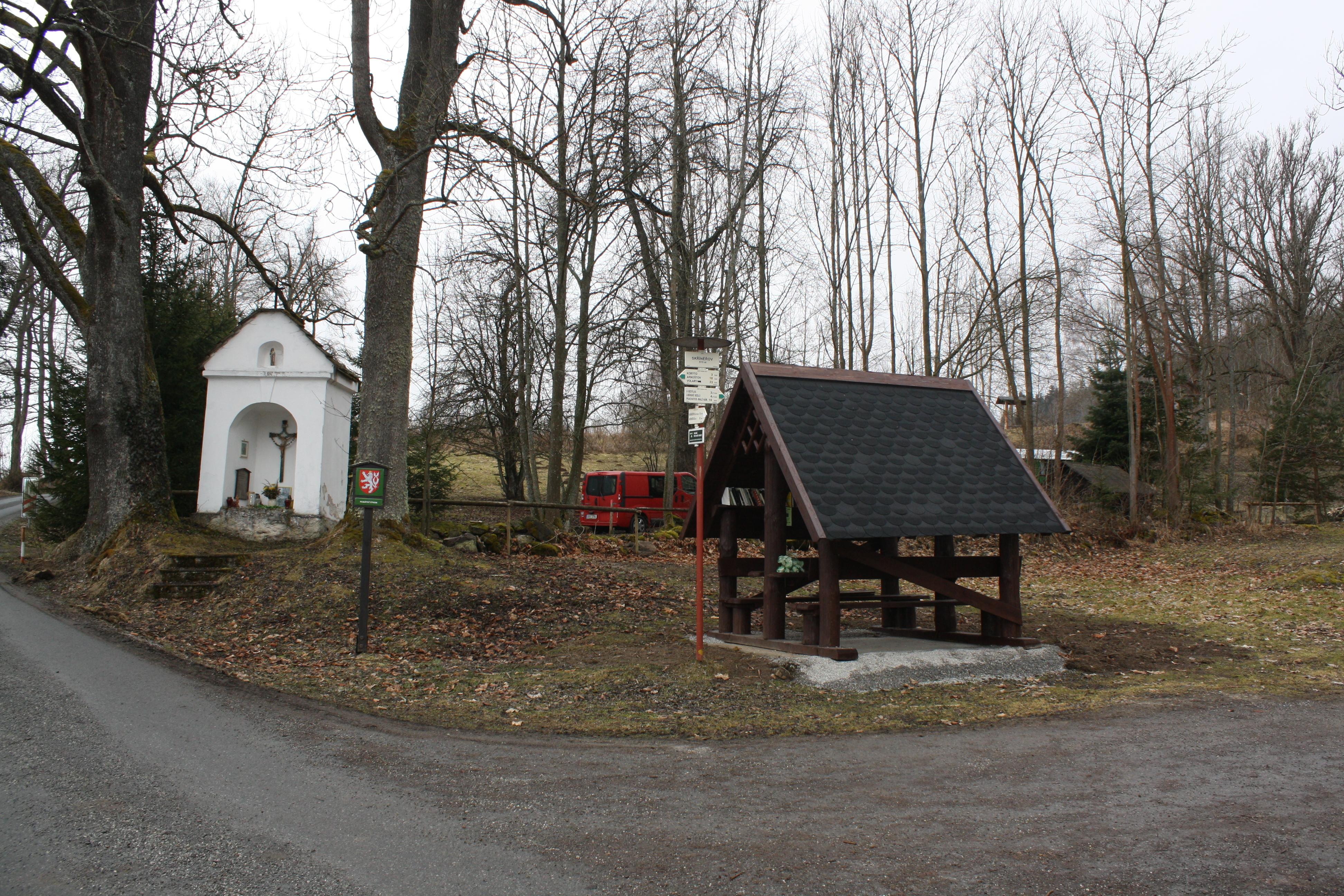
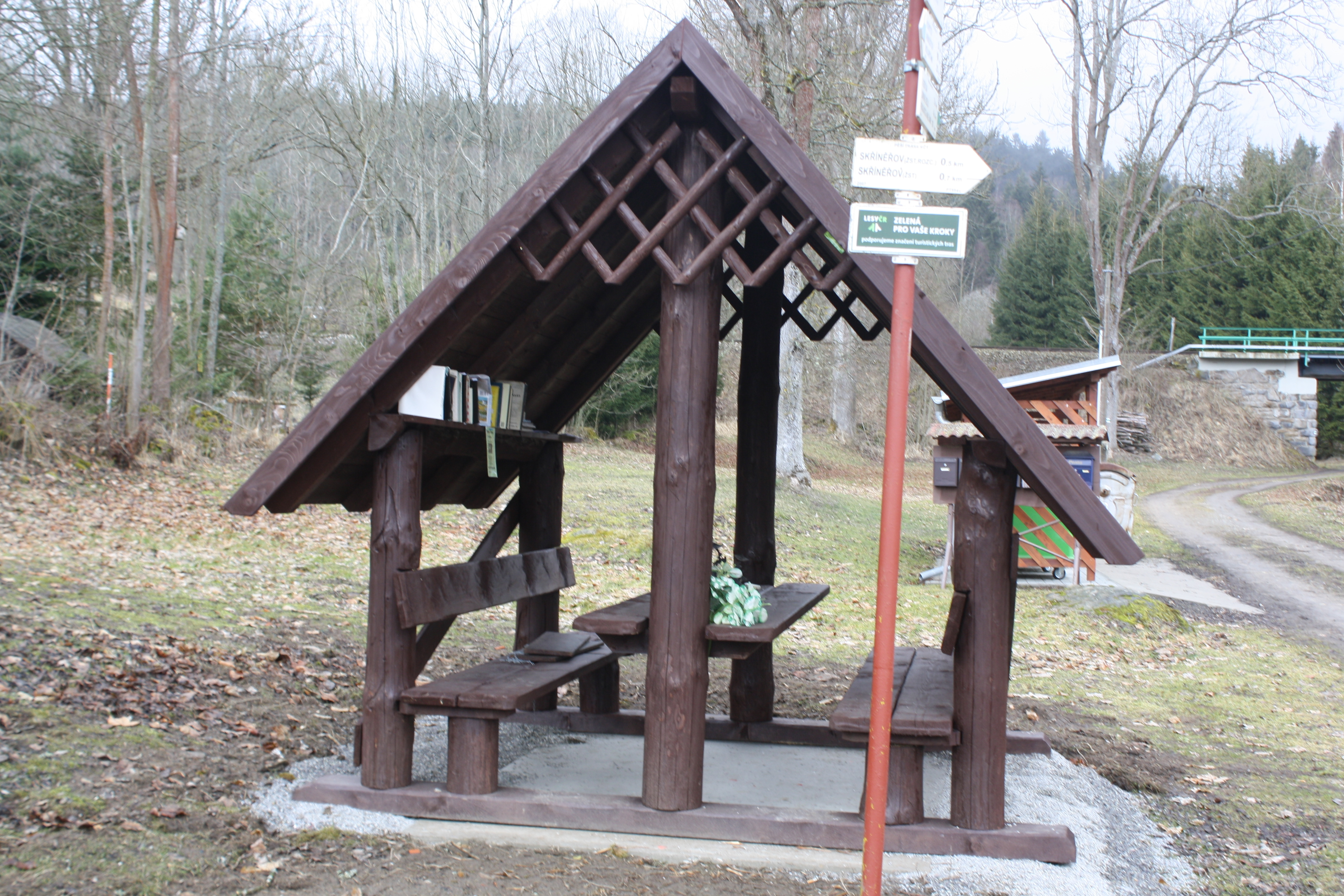
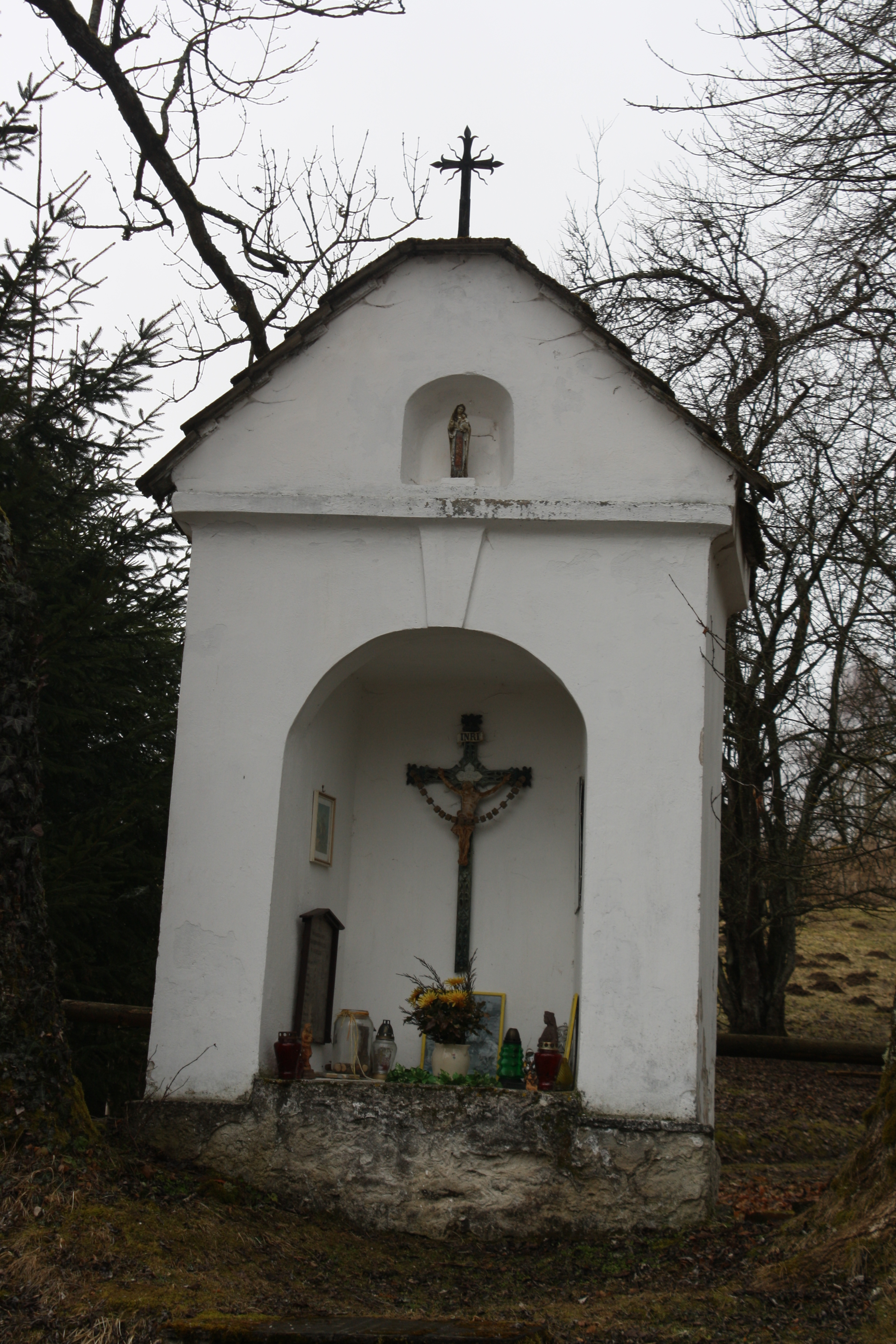